# Philippe Beyer
Pour les articles homonymes, voir Beyer.

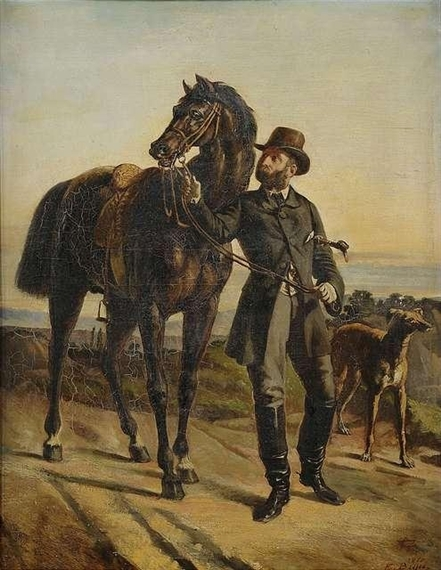
Portrait d'un chevalier avec un cheval noir

Philippe Eugène Beyer est un peintre d'histoire et de genre alsacien, lithographe et homme politique français né le 8 février 1817 à Strasbourg (Bas-Rhin) et décédé le 23 avril 1893 à Nîmes (Gard).

## Biographie
Eugène Beyer a reçu ses premières leçons de peinture de son père, le peintre miniature Johann Daniel Beyer, a étudié avec Gabriel-Christophe Guérin à Strasbourg et Paul Delaroche à Paris. Beyer a fait ses débuts en 1842 avec l'image de genre «La fleur oubliée».
Pendant la Révolution française de 1848, il devint politiquement actif, fut envoyé comme député de Strasbourg à l'Assemblée nationale constituante (Deuxième République) de Paris. Il participe à la Révolution du 22 au 26 juin 1848. 
Artiste-peintre, il est élu député du Bas-Rhin en 1849, siégeant au groupe d'extrême gauche de la Montagne. Compromis dans la journée du 13 juin 1849, il est déchu de son mandat. Le 13 juin 1849, Beyer dut quitter la France et venir en Suisse, où il fut interné dans le canton de Berne. En exil a continué à s'engager dans la peinture, est resté politiquement actif. Il a passé quelque temps en Espagne et à Gênes. Il est retourné à Strasbourg en 1855. De 1870 à 1875, il était basé à Carouge. Eugène Beyer peint principalement des peintures historiques de l'histoire d'Alsace, comme la Bataille de Hausbergen en 1256 et le Pogrom de Strasbourg en 1349.

## Collections publiques
Saverne, Musées du château des Rohan
- La bonne aventure, seconde moitié du XIXe siècle, huile sur toile, 38 x 46 cm, musée de Saverne[1]
- La poupée, dernier tiers du XIXe siècle, huile sur toile, 29 x 37 cm, musée de Saverne[2]

Nemours, Château-Musée, 
- Le bataillon scolaire sur la place de Saint-Pierre, vers 1884, huile sur toile, 145 x 112,5 cm, Nemours, Château-Musée, inv.2015.0.8[3]
- Portrait d'homme, 1885, huile sur toile, 72,5 x 61,5 cm, Nemours, Château-Musée, inv.2018.584.1-2

## Sources
- « Philippe Beyer », dans Adolphe Robert et Gaston Cougny, Dictionnaire des parlementaires français, Edgar Bourloton, 1889-1891 [détail de l’édition]